# Josh Cooley
Josh Cooley es un animador, director, artista de guion gráfico, guionista y actor de voz estadounidense. Es más conocido por sus trabajos en Pixar desde 2004, por haber sido guionista de la cinta del estudio Inside Out y por haber dirigido los cortometrajes George & Aj (2009) y ¿La primera cita de Riley? (2015).

## Trayectoria

### Toy Story 4
Originalmente se planeó que Cooley fuera el codirector de la película Toy Story 4 junto al director de las dos primeras películas John Lasseter. Pero luego se dio a conocer en la exposición D23 de 2015 que Lasseter solo sería el productor ejecutivo de la misma dejando la dirección por completo a Cooley.

## Filmografía
| Año  | Título                     | Papel                                                                            | Notas        |
| ---- | -------------------------- | -------------------------------------------------------------------------------- | ------------ |
| 2004 | Los increíbles             | Artista del guion gráfico                                                        |              |
| 2006 | Cars                       | Artista del guion gráfico                                                        |              |
| 2007 | Ratatouille                | Artista del guion gráfico                                                        |              |
| 2009 | Up                         | Artista del guion gráfico                                                        |              |
| 2009 | George & AJ                | Director y escritor                                                              | Cortometraje |
| 2011 | Cars 2                     | Artista del guion gráfico                                                        |              |
| 2015 | Inside Out                 | Guionista, supervisor del guion gráfico y voz de Jangles el payaso               |              |
| 2015 | ¿La primera cita de Riley? | Director, escritor y voz de la tristeza del papá                                 | Cortometraje |
| 2015 | The Good Dinosaur          | Supervisor adicional de guion gráfico, agradecimientos especiales                |              |
| 2017 | Cars 3                     | Equipo creativo senior de Pixar                                                  |              |
| 2017 | Coco                       | Equipo creativo senior de Pixar                                                  |              |
| 2018 | Los Increíbles 2           | Equipo creativo senior de Pixar                                                  |              |
| 2019 | Toy Story 4                | Director, Historia, Material adicional de guion, equipo creativo senior de Pixar |              |
| 2019 | Forky Asks A Question      | Agradecimientos especiales                                                       | Cortometraje |
| 2020 | Lamp Life                  | Agradecimientos especiales                                                       | Cortometraje |
| 2020 | Onward                     | Agradecimientos especiales, Equipo creativo senior de Pixar                      |              |
| 2020 | Soul                       | Material adicional de guion, Equipo creativo senior de Pixar                     |              |
| 2021 | 22 vs. The Earth           | Escritor                                                                         | Cortometraje |
| 2021 | Luca                       | Equipo creativo senior de Pixar                                                  |              |
| 2022 | Red                        | Equipo creativo senior de Pixar                                                  |              |
| 2022 | Lightyear                  | Equipo creativo senior de Pixar                                                  |              |
| 2024 | Inside Out 2               | Voz de tristeza del padre de Riley                                               |              |

## Premios y nominaciones
Premios Óscar
| Año  | Categoría            | Película  | Resultado |
| ---- | -------------------- | --------- | --------- |
| 2016 | Mejor guion original | Del revés | Nominado  |